# Behbeit el-Hagar
Behbeit el-Hagar (egiziano: Hebyt) è un sito archeologico nel Basso Egitto che contiene i resti di un antico tempio egizio alla dea Iside, noto come Iseion.
Il sito si trova lungo il ramo Damietta del Nilo, 7 chilometri (4,5 miglia) a nord-est di Sebennytos e 8 chilometri (5 miglia) a ovest di Mansura. Nell'antichità faceva parte del nomo di Sebennytos, il dodicesimo nomo dell'Egitto inferiore. I testi dell'antico Egitto si riferiscono al sito già nel Nuovo Regno (1550–1070 A.C. circa), ma potrebbe essere stato semplicemente un ramo di Sebennytos piuttosto che una città a tutti gli effetti.